# Pitney Bowes
Pitney Bowes is een internationale onderneming die actief is op het gebied van frankeermachines, geolocatiesoftware alsook offsetdruk, uitbesteding en advies voor postdoeleinden. De onderneming genereert haar omzet met name met frankeermachines.
Pitney Bowes Incorporated is statutair gevestigd in Delaware, Verenigde Staten.
De Nederlandse verkooporganisatie, Pitney Bowes Netherlands BV, is gevestigd in Rotterdam. De Belgische verkooporganisatie, Pitney Bowes Belgium NV, is gevestigd in Mechelen.
Sinds 1 september 2014 is Pitney Bowes BeNeLux, Spanje, Portugal & Oostenrijk in bezit van de Spaanse Investeringsmaatschappij PHI Industrial Aquisitions. Tevens heeft er een fusie plaatsgevonden met een ander bedrijf welke in handen is van PHI Industrial Aquisitions genaamd Intimus. Het Duitse bedrijf Intimus is bekend van o.a. papiervernietigers, datavernietigers (harde schijven, optische schijven enz..).
Pitney Bowes BeNeLux, Spanje, Portugal & Oostenrijk gaan vanaf 1 december 2014 verder als Intimus International. Intimus International zal als exclusieve dealer voor Pitney Bowes fungeren. De Nederlandse vestiging van Intimus International, voorheen Pitney Bowes Netherlands B.V., is per 1 december 2014 verhuisd van Rotterdam naar het Rivium in Capelle aan den IJssel.